# Терехов Ігор Олександрович
Ігор Олександрович Терехов (нар. 14 січня 1967, Харків, Українська РСР) — український чиновник, політик і діяч місцевого самоврядування. Міський голова Харкова з 11 листопада 2021 року. Голова регіональної партії «Блок Кернеса — Успішний Харків». «Заслужений економіст України» (2007).
З 2015 року до 11 листопада 2021 року був депутатом Харківської міської ради, з 2020 року — головою фракції партії «Блок Кернеса — Успішний Харків», з 9 грудня 2020 року до 11 листопада 2021 року — секретарем Харківської міської ради, виконувачем обов'язків міського голови Харкова з 17 грудня 2020 року після смерті Геннадія Кернеса і до 11 листопада 2021.

## Біографія
Народився 14 січня 1967 року в Харкові в родині військовослужбовця.

### Освіта
1990 — закінчив Харківський інженерно-будівельний інститут за спеціальністю «Промислове та цивільне будівництво». Після цього залишився у виші на посаді стажиста-дослідника, писав кандидатську дисертацію, але не захистився.
2006 — закінчив Харківський регіональний інститут державного управління Національної академії державного управління при Президентові України за спеціальністю «Державне управління».[джерело?]
2007 — здобув ступінь кандидата наук із державного управління.
Не володів українською мовою. З грудня 2022 року почав частково використовувати українську в інтерв'ю та на сесіях міськради.

### Робота
З 1989 року обслуговував матчі другої ліги чемпіонату СРСР з футболу як помічник судді. З 1992 року почав залучатися до матчів чемпіонату незалежної України як в якості головного арбітра, так і на позицію судді на лінії. У тому ж році вперше відпрацював на матчі вищої ліги, між одеським «Чорноморцем» та миколаївським «Евісом», у суддівській бригаді під керівництвом Леоніда Бавикіна. Загалом, у вищому дивізіоні українського футболу обслужив 52 матчі як лайнсмен, головним суддею працював лише у першій та другій лігах. Також мав статус арбітра ФІФА, судив матчі Кубка Інтертото та Кубка володарів кубків УЄФА. Закінчив суддівську кар'єру 1998 року.
За словами Ігоря Горожанкіна, який працював арбітром у той же час, Терехов побудував кар'єру у футболі за рахунок зв'язків із функціонером Костянтином Віхровим
З 1994 працював у ЗАТ «Укркондиціонер».
У 1997 призначений на посаду голови ради акціонерів, голови правління цього товариства, перейменованого на ВАТ «Харківський завод „Кондиціонер“». Після того, як Терехов став чиновником, підприємство оформили на його матір Вікторію.
З 1999 по 2006 працював начальником управління з питань підприємництва, начальником управління комунального споживчого ринку.

### Кар'єра чиновника та політика
З квітня 2006 — економічний радник відділу по забезпеченню діяльності голови та заступників голови Харківської обласної державної адміністрації.
У 2006 невдало балотувався за списком блоку «Наша Україна» до Верховної Ради.
29 березня 2007 призначений заступником голови Харківської обласної державної адміністрації Арсена Авакова.
У 2007 в місцевих ЗМІ Терехова називали людиною Авакова. Але у 2010 році після звільнення останнього з посади голови ХОДА Терехов перейшов у стан політичних і бізнесових опонентів Авакова — Михайла Добкіна та Геннадія Кернеса.
У квітні 2010 призначили на посаду заступника харківського міського голови.
З вересня 2015 обіймав посаду першого заступника міського голови.
У 2015 обраний депутатом Харківської міської ради VII скликання, був членом постійної комісії Харківської міської ради з питань планування, бюджету та фінансів.
9 грудня 2020 обраний секретарем Харківської міської ради.
Після смерті Геннадія Кернеса 17 грудня 2020 став виконувачем обов'язків міського голови Харкова. Того ж дня Терехов пообіцяв, що протягом установленого законом терміну (15 днів) звернеться до Верховної ради щодо призначення виборів мера Харкова. 30 грудня секретар міськради сказав, що направить це звернення до ВРУ в останній день передбаченого законодавством терміну, 31 грудня. У профільному комітеті Верховної Ради повідомили, що отримали клопотання Терехова 20 січня 2021 року та згодом повідомлять, коли воно буде розглядатися.
У травні 2021 пообіцяв, що Харківська міська рада подасть апеляцію на рішення Харківського окружного адміністративного суду, яким було скасовано регіональний статус російської мови в м. Харкові. Але юристи міськради неправильно оформили та невчасно подали документи щодо цього, тому в апеляції було відмовлено. В листопаді 2022 року отримав штраф за використання російської мови у зверненнях до харків'ян.
Виступав за повернення проспекту Петра Григоренка назви «проспект маршала Жукова» всупереч закону України «Про засудження комуністичного та націонал-соціалістичного режимів». Але харківська міськрада тричі програла суди в цій справі. Також Терехов виступав проти демонтажу бюста Георгію Жукову в Харкові.

### Міський голова Харкова
Був зареєстрований кандидатом на виборах мера Харкова 31 жовтня 2021 року. Ввечері 1 листопада голова міської територіальної виборчої комісії Олена Матвієнко оголосила Терехова переможцем мерських виборів. За рекордно низької явки (28,29 %) Ігор Терехов за підрахунками виборчкому отримав трохи більше половини (50,66 %) голосів городян, що прийшли на вибори. Наступного дня поліція відкрила кримінальне провадження щодо фальсифікації протоколів на ряді дільниць на користь Терехова. На позачерговій сесії міської ради 11 листопада 2021 року склав присягу Харківського міського голови та обійняв цю посаду.
5 жовтня 2022 року уповноважений із захисту державної мови Тарас Кремінь зробив Терехову зауваження за використання в ефірах російської, однак, змін не відбулося.
24 листопада 2022 року уповноважений із захисту державної мови оштрафував Терехова на 3400 грн через використання російської мови в ефірі телемарафону «Єдині новини». У відповідь на це очільник Харкова заявив наступне: «Я вважаю, що сьогодні в нас є зовсім інші справи. Я вважаю, що найголовніше для нас сьогодні — це перемога. Офіційно я буду розмовляти українською. Що стосується мого спілкування з харків'янами — я буду спілкуватися російською». Згодом все ж сказав, що сплатить штраф: «Сплачу штраф. Чи це не горе для Харкова. Якщо треба, щоб Україна перемогла, готовий щодня платити стільки».
29 грудня 2022 року уповноважений з захисту державної мови Тарас Кремінь вдруге наклав на Терехова штраф на 3400 грн за ведення сторінок міського голови в соціальних мережах недержавною мовою. 12 січня 2023 року Терехов оскаржив другий штраф. 18 квітня Київський суд Харкова скасував постанову Кременя про штраф за порушення мовного законодавства, приводом стала відсутність відпису Терехова в протоколі про винесення штрафу. Однак після цього соціальні мережі міського голови стали вестися державною мовою, а згодом визнав, що "війна дуже багато чого змінила, змінила в ментальності і харків'ян, і українців. Сьогодні я вважаю, що потрібно розмовляти українською мовою" .

## Родина та особисте життя
Батько — Олександр, був спортивним лікарем.
Мати — Вікторія. На неї було оформлене ВАТ «ХЗ „Кондиціонер“» після того, як Терехов став чиновником.
Ігор Терехов розлучений, має трьох дітей. Від першого шлюбу — син Микола 1995 р.н., від другого шлюбу — Матвій (2003 р.н.) і Андрій (2006 р.н.).
Станом на грудень 2021 року, знаходився в позашлюбних стосунках з депутаткою Харківської обласної ради VII та VIII скликань Кузнецовою Ганною Вікторівною.

## Статки
У декларації за 2019 рік зазначив 6 млн грн готівкових грошей, спільно з матір'ю задекларував дві квартири в Харкові, орендує автомобіль Mercedes-Benz GL 350.

## Нагороди
- Орден «За заслуги» III ступеня (2012) «за значний особистий внесок у соціально-економічний, науково-технічний та культурно-освітній розвиток Харківської області, вагомі трудові досягнення та високу професійну майстерність»[41]
- Орден «За мужність» III ступеня (2022) «за вагомий особистий внесок у захист державного суверенітету та територіальної цілісності України, мужність і самовіддані дії, виявлені під час організації оборони населених пунктів від російських загарбників»[42]
- Відзнака Міністерства оборони України — Медаль «Золотий тризуб» (2023)[43]
- звання «Заслужений економіст України» (18 січня 2007)[44]
- Почесна грамота Кабінету Міністрів України (2016);
- Почесна грамота Верховної Ради України (2004);
- Почесна відзнака Харківської обласної ради «Слобожанська слава» (2016)
- Почесна грамота обласної державної адміністрації та обласної ради (2004);
- Почесна грамота міськвиконкому Харкова (2002);
- Почесний знак міського голови Харкова «За старанність. 350 років заснування Харкова 1654—2004» (2004);